# Anaé
Anaé (Barranco Hondo, Tenerife, 19 de marzo de 1985) es una cantante y compositora española conocida principalmente por su estilo enmarcado dentro del Pop latino y su vinculación al Carnaval de Santa Cruz de Tenerife.

## Biografía
Sus comienzos están ligados al mundo del folclore canario. En su niñez da sus primeros pasos en la Rondalla Infantil San José y posteriormente la Agrupación Folclórica Chajoigo.
En el año 2008 saca al mercado su primer trabajo discográfico Hoy por tu amor, en el que incursiona en diversos estilos musicales, y con el que actúa por diferentes lugares de la geografía canaria. 
En 2011 sale a la luz Simplemente Braulio, un álbum grabado en Puerto Rico junto al productor musical Ramón Sánchez. En él se incluyen los grandes éxitos del cantautor canario Braulio versionados en salsa además de un dueto entre ambos cantantes. Como primer single se lanza Una mujer como yo. Con este disco Anaé emprende una gira promocional por América Latina y Estados Unidos donde, entre otras, visita con su música Miami y Nueva York.
A partir de entonces empieza a lanzar singles al mercado. En 2012 aparece Eres. Ese mismo año graba Te conozco mascarita junto a Rafael Flores “El Morocho”, su primer tema para el Carnaval de Santa Cruz de Tenerife. Realiza una gira por diferentes ciudades de Estados Unidos, Miami y Puerto Rico. Finaliza el año con el lanzamiento de Navidad para ti, con videoclip grabado en Nueva York.
En 2013 aparece Novelero, de composición propia. Con este tema suena en radios a nivel nacional y vuelve a Miami con una gira promocional. Posteriormente lanza como single Somos como somos. También cuenta con la colaboración de Santos Real en el tema Baila para el Carnaval de Santa Cruz de Tenerife 2013.
En 2014 vuelve al Carnaval de Santa Cruz de Tenerife con Pinta tu cara, un tema de composición propia. También en 2014 lanza Me pones mal y Dime mi amor, este último compuesto y producido por el puertorriqueño Eliot “El Mago D Oz”, con el que obtiene notoriedad a nivel nacional.
En 2015 realiza una gira promocional por Argentina.
En 2016 saca a la luz Alto voltaje bajo la producción de Juanma Leal. A finales de año sale a la luz Boca loca, compuesta por ella junto a Yadam Gonzalez bajo la producción del puertorriqueño Ray “El Ingeniero”.
En 2017 lanza Manipuladora, también producida por Juanma Leal. Ese año actúa en el WorldPride Madrid 2017 en la Puerta del Sol de Madrid.

## Discografía

### Álbumes
- Hoy por tu amor (2008)
- Simplemente Braulio (2011)

### Singles
- Hoy por tu amor (2008)
- Eres (2012)
- Navidad para ti (2012)
- Te conozco mascarita (2012)
- Novelero (2013)
- Baila (2013)
- Somos como somos (2013)
- Pinta tu cara (2014)
- Me pones mal (2014)
- Dime mi amor (2014)
- Alto voltaje (2016)
- Boca loca (2016)
- Manipuladora (2017)

## Premios
- Tabaiba de Plata - Festival Eurosingers (Canarias canta en Europa) (2008)
- Mejor artista extranjero - Festival Internacional Malta Hit Song 2009 (2009)